# Баїрикі
Баїри́кі — місто на атолі Тарава, муніципалітет в складі столичної агломерації Південна Тарава (Республіка Кірибаті).

## Природні умови
Місто розташоване на кораловому атолі. Природна рослинність представлена головним чином кущами і мангровими заростями.

### Клімат
Місто лежить у зоні, котра характеризується вологим тропічним кліматом. Найтепліший місяць — травень із середньою температурою 27.8 °C (82 °F). Найхолодніший місяць — січень, із середньою температурою 26.7 °С (80 °F).
| Клімат Баїрикі          | Клімат Баїрикі | Клімат Баїрикі | Клімат Баїрикі | Клімат Баїрикі | Клімат Баїрикі | Клімат Баїрикі | Клімат Баїрикі | Клімат Баїрикі | Клімат Баїрикі | Клімат Баїрикі | Клімат Баїрикі | Клімат Баїрикі | Клімат Баїрикі |
| Показник                | Січ.           | Лют.           | Бер.           | Квіт.          | Трав.          | Черв.          | Лип.           | Серп.          | Вер.           | Жовт.          | Лист.          | Груд.          | Рік            |
| Середня температура, °C | 27             | 27             | 27             | 27             | 28             | 28             | 27             | 28             | 28             | 28             | 28             | 28             | 27             |
| Норма опадів, мм        | 272            | 202            | 189            | 184            | 163            | 138            | 158            | 122            | 90             | 90             | 103            | 204            | 1914           |
| ----------------------- | -------------- | -------------- | -------------- | -------------- | -------------- | -------------- | -------------- | -------------- | -------------- | -------------- | -------------- | -------------- | -------------- |
| Джерело: Weatherbase    |                |                |                |                |                |                |                |                |                |                |                |                |                |

## Населення, мова, віросповідання
Чисельність населення — близько 29 тис. чоловік. У місті проживають в основному народність кірибаті (96 %). Офіційна мова — англійська, проте більшість жителів столиці говорять на тунгаруанській (кірибаті) мові. Дві третини населення — протестанти-конгрегаціоністи, решта — католики.

## Історія
12 липня 1979 р. була проголошена незалежність Республіки Кірибаті, і місто Баїрикі, що виникло в результаті злиття декількох сіл на півдні атолу Тарава, отримав статус столиці країни.

## Культурне значення
Рівень культурного розвитку Баїрикі порівняно невисокий, проте на відміну від інших міст Кірибаті в столиці є телефонний зв'язок, а також урядові служби радіо й телебачення. Крім цього, у місті відкрито педагогічний коледж, Мореплавна школа та технологічний інститут. Громадський центр Баїрикі — футбольне поле, крита трибуна якого є найбільшою спорудою в країні. Недалеко від футбольного поля знаходиться досить скромний президентський палац, будинок старої резиденції колоніальних властей і в'язниця. Єдина вулиця Баїрикі — Мейн-стріт. За останні сотні років уклад життя Кірибаті практично не змінився, це пов'язано насамперед з тим, що місто знаходиться далеко від сучасних центрів цивілізації.